# Witalij Komarnycki
Witalij Stanisławowycz Komarnycki, ukr. Віталій Станіславович Комарницький (ur. 2 sierpnia 1981 w Winnicy) – ukraiński piłkarz, grający na pozycji obrońcy, a wcześniej pomocnika i napastnika.

## Kariera piłkarska

### Kariera klubowa
Wychowanek DJuSSz Nywa Winnica. W 1997 rozpoczął karierę piłkarską w Fortunie Szarogród. Na początku 1998 powrócił do Nywy, w której występował w podstawowym składzie. W końcu roku wyjechał do Izraela, gdzie bronił barw klubów Hapoel Petach Tikwa, Maccabi Ironi Kirjat Atta i Hapoel Ironi Riszon le-Cijjon. W 2003 postanowił powrócić na Ukrainę, gdzie został piłkarzem Dnipra Dniepropetrowsk, ale nieczęsto wychodził na boisko, dlatego podczas przerwy zimowej sezonu 2003/04 przeniósł się do Metalista Charków. W 2005 występował w Arsenału Charków, z którym zdobył awans do Wyższej Lihi. Po reorganizacji klubu piłkarz znalazł się w FK Charków. W tej drużynie zdobył stałe miejsce w podstawowym składzie i został wybrany na jej kapitana. Po spadku klubu z Premier-lihi, latem 2009 przeniósł się do Krywbasa Krzywy Róg. Latem 2010 został piłkarzem Zakarpattia Użhorod, w którym występował do zakończenia sezonu 2011/12. We wrześniu 2012 roku został piłkarzem Helios Charków.

### Kariera reprezentacyjna
Występował w juniorskich i młodzieżowych reprezentacjach Ukrainy.

## Sukcesy i odznaczenia

### Sukcesy klubowe
- brązowy medalista Mistrzostw Ukrainy: 2004
- mistrz Pierwszej Ligi Ukrainy: 2012

### Sukcesy reprezentacyjne
- wicemistrz Europy U-19: 2000
- uczestnik turnieju finałowego Mistrzostw Świata U-20: 2001